# Le Dieu venu du Centaure
Le Dieu venu du Centaure (titre original : The Three Stigmata of Palmer Eldritch) est un roman datant de 1965 écrit par Philip K. Dick.
Comme dans la plupart de ses œuvres, Philip K. Dick développe un univers complexe et déroutant en mélangeant habilement la réalité et des mondes hallucinatoires, pour mieux surprendre son lecteur. Ce livre est aussi l'un de ses premiers contenant le thème de la religion.
John Lennon, après avoir lu le livre, eut l'envie de l'adapter au cinéma, sans suite.

## Résumé
Sous le contrôle des Nations unies, l'être humain a colonisé chaque planète et lune habitables du système solaire afin de pallier un réchauffement de la Terre devenu trop insupportable pour la majorité des êtres humains.
Mais la vie sur ces colonies est monotone, ne se résumant qu'à l'entretien de son jardin personnel ou à jouer avec des accessoires comme des poupées importées de la Terre par une société appelée Combiné P.P (Poupée Pat).
Cette société en profite pour importer, illégalement, une drogue appelée D-Liss (Can-D en anglais, candy = « confiserie ») aux colons afin qu'ils puissent se « translater » dans les poupées Pat ou Walt et vivre une hallucination collective en retournant sur une Terre idéalisée pour un temps plutôt court.
Pour mieux contrôler le marché des poupées Perky Pat, et les accessoires associés, les Combinés P.P. emploient des précogs qui évaluent leur future popularité.
Barney Mayerson, l'un des plus importants précog des Combinés P.P., a été appelé par les services de la colonisation pour aller sur Mars. Mayerson venait juste d'entamer une relation avec son assistante Ronnie Fugate, bien qu'il soit encore amoureux de son ex-femme Emily, artiste créatrice de céramiques.
Le second mari d'Emily essaie de vendre les poteries aux Combinés P.P. mais se les fait refuser après que Mayerson l'a reconnu. Déçu, il se fait recruter, contre une importante somme, par un nouvel organisme qui veut concurrencer les Combinés P.P. grâce à une nouvelle drogue, le K-Priss (Chew-Z en anglais, choosy = « exigeant »). Profitant de cet argent, lui et sa femme Emily rencontrent un médecin pour commencer une évolthérapie (évolution accélérée) comme ont pu le faire par le passé des hommes comme Léo Bulero, patron des Combinés P.P. Mais, malheureusement cela échouera sur Emily et aura l'effet inverse (régression).
Pendant ce temps, l'Organisation des Nations unies sauve un ancien exilé, Palmer Eldritch, qui revenait du système de Proxima du Centaure, de l'écrasement de son vaisseau sur Pluton. Léo Bulero entend quant à lui des rumeurs sur cette nouvelle drogue extraterrestre hallucinatoire K-Priss et sur l'imminence de sa commercialisation dans les colonies par Palmer Eldritch avec l'approbation de l'ONU. Après une discussion avec Ronnie Fugate, elle aussi précog, il apprend qu'il tuera Eldritch dans le futur. De peur de perdre son monopole et pour tenter d'enrayer son avenir, Bulero tente de rencontrer Eldritch mais celui-ci est détenu en quarantaine dans un hôpital de l'ONU.
Quelque temps plus tard, Bulero, sous l'apparence d'un journaliste,  part sur un satellite artificiel de la Terre où Palmer Eldritch est sur le point de donner une conférence. Bulero est enlevé et forcé à prendre du K-Priss en intra-veineuse. Il entre dans un monde imaginaire qui semble dirigé par Palmer Eldritch. Après une vive altercation avec Eldritch qui lui explique qu'il est revenu pour prendre le contrôle du système solaire pour faciliter une arrivée des habitants du système proxien, Bulero voyage dans un autre monde qui semble être la Terre du futur. Des humains évolués l'identifient comme un fantôme du passé et lui montrent un monument commémoratif érigé après qu'il a tué Palmer Eldritch surnommé « l'ennemi du système solaire ».
Après qu'Eldritch l'eut libéré de l'emprise du K-Priss, Léo Bulero revient sur Terre et licencie Mayerson qui avait été trop effrayé pour lui venir en aide, après avoir entraperçu sa mort s'il venait à son secours. Mayerson accepte son sort et son départ comme colon pour Mars, mais Bulero décide de l'engager en tant qu'agent double afin de nuire au K-Priss et permettre au D-Liss de rester la seule drogue offerte aux colons. Pour cela, après avoir pris du K-Priss aux yeux de ses futurs voisins, il devra absorber discrètement un virus épileptique et intenter un procès contre cette drogue pour son caractère nocif.
Au cours de son voyage, puis sur Mars, Mayerson rencontre une néo-chrétienne, Anne Hawthorne, dont il s'éprend.
Sur Mars, Mayerson achètera du K-Priss livré par Palmer Eldritch en personne sous une forme holographique. Mayerson entrera dans ce monde hallucinatoire, contenu dans l'esprit d'Eldritch, et revivra certaines époques de son passé où il était encore marié à Emily. Mais il n'en tirera que du dépit car il lui est impossible de contrôler ses hallucinations. Frustré, il volera la part de K-Priss détenue par Anne pour retourner dans le passé et, cette fois-ci, tenter de changer les évènements.
Après avoir discuté avec Eldritch de son influence sur ce monde hallucinatoire, il voyagera dans le futur comme son ex-patron, Léo Bulero. Il arrivera dans les locaux des Combinés P.P. deux ans après sa prise de la drogue, sous la forme d'un fantôme, et parlera avec Léo Bulero, Fugate et son futur soi-même. Tout au long de son voyage temporel, il verra, à travers les habitants de ce monde, des manifestations d'Eldritch reconnaissables par ses trois stigmates : une main droite robotique, des dents en acier et des yeux artificiels.
Eldritch lui expliquera que son but est d'aider l'humanité et proposera à Mayerson ce qu'il veut. Quand Mayerson choisit la mort, Eldritch échange leurs corps à l'instant où Bulero s'apprête à le tuer. 
Au moment fatidique, Mayerson se réveille de son hallucination et retrouve Léo qui souhaite le ramener sur Terre. Le patron des Combinés P.P. change d'avis quand il apprend que Mayerson refuse de prendre le virus qui devait lui permettre de nuire au K-Priss, ce qui arrange Mayerson qui veut rester sur Mars.
Plus tard, en discutant de son expérience avec Anne, il comprend que seul le corps d'Eldritch est revenu du système proxien. Il s'est fait posséder par une entité interstellaire qui pourrait s'apparenter à un Dieu. Mayerson est convaincu qu'une part d'Eldritch (ou de ce dieu mystérieux) vit en lui depuis qu'ils ont échangé leurs corps.
En retournant sur Terre, Bulero et tous les membres du vaisseau développent les trois stigmates de Palmer Eldritch.

## Genèse de l'œuvre[2]

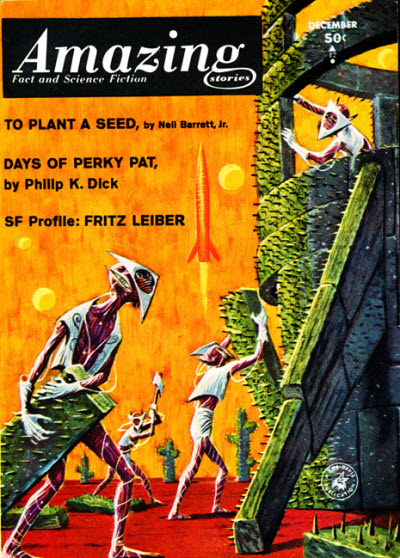
Couverture de la revue Amazing Stories' (décembre 1963).

En décembre 1963, Dick vend au magazine Amazing Stories la nouvelle The days of Perky Pat. Cette nouvelle est inspirée à Dick par la poupée Barbie de sa fille, et il imagine un monde globalement détruit par une guerre et où les adultes ont pour occupation principale de jouer à un jeu de poupée (Perky Pat, ou Connie Companion suivant les endroits). Dick admet lui-même avoir eu comme fantasme de voir apparaître à la porte, Barbie ou Perky Pat. Alors qu'il se laisse un jour aller à ce type de rêverie lui apparaît dans le ciel un visage qu'il décrit comme le visage du mal parfait, un visage métallique, cruel dont les yeux sont remplacés par des orbites vides, et qui, d'après Dick, n'est autre que le visage de Dieu. Ce visage le hantera longtemps, et sera l'inspiration principale du Dieu venu du Centaure, qui comprend aussi comme élément central les poupées Perky Pat. Plusieurs années plus tard, Dick identifiera l'origine de sa vision : dans sa tendre enfance, son père, qui avait combattu en France durant la première guerre mondiale,  lui avait montré comment mettre un masque à gaz, et c'est le visage de son père recouvert de ce masque qui lui était revenu.